# Автодорога A-1 (Казахстан)
А1 — автомобильная дорога Казахстана, протяжённостью 452 км. Является составной частью европейского маршрута E 125 и азиатского маршрута AH64. Дорога соединяет Астану с Кокшетау и Петропавловском. На участке между городом Астана и Кокшетау протяжённостью 292 км является платной автомагистралью.
Проходит по территории Акмолинской и Северо-Казахстанской областей.

## Маршрут
| Астана | → 180 км → | Макинск | → 37 км → | Щучинск | → 75 км → | Кокшетау | → 189 км → | Петропавловск |

На участке длиной 292 км между Астаной и Кокшетау является платной автомагистралью. Для легковых автомобилей — 1 тенге за 1 км, для грузовых — до 29 тенге/км. Разрешённая скорость движения составляет 140 км/ч.

## Дорожное покрытие
Качество дорожного покрытия: 
- Астана – Щучинск дорога 1-й категории шестиполосная с разделителем[4].

## История
Реконструкция автодороги Астана – Щучинск началась в 2006 году и длилась 3 года, высокоскоростная магистраль была введена в эксплуатацию в 2009 году. 
Стоимость строительства 1 км трассы составила в среднем 3,7 млн долларов. Дорога отвечает всем требованиям международных стандартов.
Платный проезд на участке Астана – Щучинск был введен в 2013 году.
В 2017 году завершилась реконструкция участка Кокшетау — Петропавловск.

## Интересный факт
Первая казахстанская трасса, получившая номер, не связанный с нумерацией автодорог времён СССР[значимость факта?].